# 돌묵상어
돌묵상어(영어: basking shark, 학명: Cetorhinus maximus 케토리누스 막시무스[*])는 악상어목 돌묵상어과에 속한 대형 바닷물고기이다. 상어 가운데서는 고래상어 다음으로 큰 상어로 태평양·대서양 등지에 분포하는 상어이다. 갑각류와 플랑크톤, 작은물고기 등을 먹으며 4km/h로 순항 할 수 있다. 몸길이는 보통 10m가 넘는 길이로 자라며 몸무게는 20 t에 육박한다. 사람에게 확인된 최대 크기의 돌묵상어의 길이는 15m였다.
온순한 성질로 사람에게 전혀 해를 주지 않는다. 가끔 일광욕을 한다고 한다. 그래서 영어권에서는 돌묵상어를 basking shark(일광욕하는 상어)라고 부른다. 돌묵상어는 입을 크게 벌리고 플랑크톤을 새파라는 빗 모양 기관으로 걸러서 먹는데 새파는 겨울이 되면 떨어져 돌묵상어가 겨울잠을 잔다고 알려져 있지만 확실하지 않다.
상어의 간에는 풍부한 기름이 들어있기 때문에, 상어기름을 얻기 위해 남획되고 있다. 이러한 남획과 낮은 번식률로 인해 멸종위기에 처해있다.

## 먹이
돌묵상어는 입을 벌려 들어오는 동물성플랑크톤, 작은 물고기, 갑각류 등을 먹는데, 시간당 들어오는 물의 양은 2,000톤에 달한다. 큰입상어나 고래상어와는 달리 적극적으로 먹이를 찾아 나서지는 않지만 후각을 이용하는 것으로 여겨진다. 오로지 아가미를 통해 물을 빼낼 뿐이며, 먹이를 빨아들이지는 않는다.